# Du som er i himlen
Du som er i himlen er en dansk spillefilm fra 2021 instrueret af Tea Lindeburg.

## Handling
Et døgn i slutningen af 1800-tallet forandrer den 14-årige Lises liv for altid. Hun er den ældste i en stor søskendeflok og skal som den første i familien i skole, fuld af håb og tro på livet. Men da hendes mor går i fødsel, viser det sig hurtigt, at noget er galt. Som natten trænger sig på og fødslen intensiveres, må Lise forberede sig på, at den dag der startede i barndom kan slutte med, at hun bliver kvinden i huset.

## Medvirkende
- Flora Ofelia Hoffmann Lindahl, Lise
- Ida Cæcilie Rasmussen, Anna (Mor)
- Palma Lindeburg Leth, Elsbeth (Kusine)
- Anna-Olivia Øster Coakly, Helga
- Thure Lindhardt, Anders (Far)
- Lisbet Dahl, Farmor
- Kirsten Olesen, Sine
- Flora Augusta, Grethe (Kusine)
- Stine Fischer Christensen, Faster Karen
- Albert Rudbeck Lindhardt, Jens Peter
- Emil Hornemann Juel, Kristian
- Alfred Røssel Læsø, Hans
- Ingrid Thunbo Ilskov, Hanne
- Ida Hornemann Juel, Bodil
- Villads Røygaard, Tomas
- Jesper Asholt, Doktor Lund
- Hanne Hedelund, Jordemoder Iversen
- Kristine Wittenbjerg, Alma
- Emma Rosenzweig, Kristense
- Cyron Melville, Lasse
- Nanna Skaarup Voss, Agnes
- Helge Stockmar, Far Anders' ven
- William Tino Wiese, Knud
- William Ostenfeld Lindal, Nyfødt
- Sigurd Philip Dalgas, Ekstra stemme